# Milan Purović
Milan Purović (en serbe en écriture cyrillique : Милан Пуровић), né le 7 mai 1985 à Titograd (auj. Podgorica) en Yougoslavie (auj. au Monténégro) est un footballeur international monténégrin. Il évolue au poste d'attaquant au Radnik Surdulica.

## Palmarès
/ Étoile rouge de Belgrade
- Champion de Serbie-et-Monténégro en 2006.
- Champion de Serbie en 2007.
- Vainqueur de la Coupe de Serbie-et-Monténégro en 2006.
- Vainqueur de la Coupe de Serbie en 2007.

 Sporting Portugal
- Vainqueur de la Coupe du Portugal en 2008.